# Mecanismo Europeo de Estabilidad Financiera
El Mecanismo Europeo de Estabilidad Financiera (MEEF), (en inglés European Financial Stabilisation Mechanism (EFSM)) es un programa de financiación de emergencia dependiente en fondos recaudados en los mercados financieros y garantizados por la Comisión Europea con el presupuesto de la Unión Europea como garantía. Se ejecuta bajo la supervisión de la Comisión y su objetivo es preservar la estabilidad financiera en Europa, prestando asistencia financiera a los Estados miembros de la Unión Europea en situación de crisis económica.
El MEEF, respaldado por los 27 miembros de la Unión Europea, tiene la facultad de recoger fondos hasta 60 000 millones de euros. Una entidad independiente, el Fondo Europeo de Estabilidad Financiera (FEEF), está autorizado a prestar hasta 440 000 millones de euros.
El MEEF tiene la calificación AAA de Fitch, Moody's y Standard & Poor's.

## Programas

### Programa Irlandés
En el marco del programa acordado entre la zona del euro y el gobierno de Irlanda, el MEEF otorgará préstamos de 22 400 millones de euros entre 2010 y 2013. A partir de enero de 2012, el MEEF ha proporcionado 15 400 millones de euros. Fondos adicionales también se han suministrado a través del Fondo Europeo de Estabilidad Financiera

### Programa Portugués
En el marco del programa acordado entre la zona del euro y el gobierno de Portugal, el MEEF otorgará préstamos de 26 000 millones de euros entre 2011 y 2014. A partir de enero de 2012, el MEEF ha proporcionado 15,6 mil millones de euros. Fondos adicionales también se han suministrado a través del Fondo Europeo de Estabilidad Financiera

### Programa Griego
En julio de 2015, la Comisión Europea propuso volver a activar el MEEF para obtener financiación para un préstamo-puente al gobierno de Grecia, con el fin de cumplir con sus compromisos inmediatos incluyendo los reembolsos de préstamos al FMI y al BCE. En agosto, el préstamo de alrededor de 7000 millones de euros fue totalmente reembolsado por Grecia.[cita requerida]

## Operaciones

### Emisión inaugural 2011
El 5 de enero de 2011, la Unión Europea, en el marco del Mecanismo Financiero de Estabilización, colocó exitosamente en los mercados de capital € 5000 millones en emisión de bonos como parte del paquete de apoyo financiero acordado para Irlanda.

### Emisiones posteriores
- € 4.750 millones en bonos a 10 años emitidos el 24 de mayo de 2011
- € 4.750 millones en bonos a 5 años emitidos el 25 de mayo de 2011
- € 5.000 millones en bonos a 10 años emitidos el 14 de septiembre de 2011
- € 4.000 millones en bonos a 15 años emitidos el 22 de septiembre de 2011
- € 1.100 millones en bonos a 7 años emitidos el 29 de septiembre de 2011
- € 3.100 millones en bonos a 30 años emitidos el 9 de enero de 2012